# 代特蘭 (亞利桑那州)
代特蘭（英語：Dateland）是位於美國亞利桑那州尤馬縣的一個人口普查指定地區。根據2010年美國人口普查，該地共人口153人，而該地的面積約為57.21平方千米。

## 地理
代特蘭的座標為32°49′15″N 113°32′31″W / 32.82083°N 113.54194°W，而該地最高點為海拔高度133米（即436英尺）。